# Jean Parsy
Pour les articles homonymes, voir Parsy.
Jean Parsy, né le 18 février 1930 à Lille et mort le 19 juin 2015 au Kremlin-Bicêtre, est un peintre français.

## Biographie
Alors qu'il est électricien chez Citroën, Jean Cocteau le présente à Louise de Vilmorin et à son frère André avec qui il devient ami.
En 1956, il fait partie d'un groupe de jeunes artistes activistes et contestataires (Roger Frezin, Claude Vallois, Pierre Olivier, Jean Brisy, et Lyse Oudoire), avec lesquels il fonde L’Atelier de la Monnaie.
Unis par un même esprit de provocation et de fantaisie, et portés par les fortes personnalités de leurs fondateurs, ils font de Lille, pendant les quinze années d’activité de l’association (1957-1972), un foyer de présentation et de diffusion de l’art contemporain.
Il reçoit le Prix Fénéon, en 1964, grâce aux peintres Jean Fautrier et Roger Chastel.
En 1980, il quitte Lille pour Arcueil où il a résidé jusqu'à son décès.

## Expositions personnelles
- Galerie Eddy Watermann, boulevard Haussman, Paris, 1948 et 1949.
- Galerie Morihien, en 1948 et 1949.
- Galerie H. Dupont, boulevard de la Liberté, Lille, 1955.
- Galerie Jeanne Castel, 6 rue du Cirque, Paris, de 1960 à 1968
- Galerie Storme, Lille, octobre 1970.
- Galerie Kappa (Karole et Patrick Masurel), rue de la Clef, Lille, mars 1976.
- Galerie Mischkind, Lille, 1973 et 1998.
- Galerie Geneviève Godar, 10, rue Bartholomé-Masurel, Lille, 1983.
- La Petite Renarde Rusée, 59840 Lompret, mars 2000.
- L'Univers de Jean Parsy à la Galerie 15, à Lille, à l'occasion de la sortie du livre écrit avec Bruno Vouters, « Les Pinces à Linge », décembre 2009
- Exposition à la Galerie 37, rue Marle, à La Chapelle-d'Armentières, mars 2010[3].
- Exposition de Jean Parsy ou "la profondeur du temps" au bailliage d'Aire sur la Lys, 23 septembre 2010 jusqu'au 31 octobre 2010.
- Exposition à Saint-André-lez-Lille, La Zone de Confusion et la Galerie Geneviève Godar proposent un regard rétrospectif sur l’œuvre de Jean Parsy à l’occasion de la sortie de l’ouvrage "Jean Parsy, Natures Silencieuses" de Katia Djanaïeff, du 1er au 16 octobre 2011.
- Exposition Jean Parsy, Galerie Minyom, 3 rue de l'Abbé Groult, 75015 Paris 15e, du 23 au 28 novembre 2012[4].
- Exposition Jean Parsy, Les Gueules de Lou, Paris, du 29-09-2013 à 28-10-2013.
- Galerie Geneviève Godar, 15, rue des Bouchers, février 2013[5]

## Expositions collectives
- Les uns et les autres, 1979
- De Matisse à nos jours, Lille, 1982
- Salon du Lions Club du Val de Lys, Wervicq, 1995 et mars 2001
- Exposition « L’Atelier de la Monnaie – Lille artistique 1957-1972 », mars 2008[6]
- Salle Courmont, 2, rue Courmont (Moulins- Lille), novembre 2008

## Divers
Il a aussi participé à l'illustration de livres dont "Rouge" (Les Créations B.I.O.) 
- Pendant plus de 20 ans il entretient une correspondance assidue avec le poète Louis-François DELISSE, celle-ci constitue un passionnant échange sur la peinture, l'actualité et la poésie. Cette correspondance est à la disposition de sa famille ou de chercheurs chez Xavier DELISSE, le frère de Louis-François (Contact WhatsApp)

Certaines de ses toiles ont été vues à la Vente du Dimanche le 9 décembre 2001 à Versailles ("Versailles Enchères Perrin-Royère-Lajeunesse")